# جغتای
جُغَتای یا چغتای پسر دوم چنگیز خان بود. نام شهر جغتای در خراسان رضوی از وی گرفته شده است.
مادر جغتای بورته دختر نویان از قوم مغولی قنقرات بود. جغتای بر اولوس‌های غربی امپراتوری چنگیزخان حکمرانی داشت. او یکی از جنگاورترین فرزندان و سپاهیان چنگیزخان بود و در فتح سرزمین‌های چین و ماچین و شهرهای نواحی خراسان از قبیل اترار، بناکت، خوارزم، گرگانج به همراه پدر و برادرانش حضوری فعال داشت.
چنگیزخان پس از بازگشت از جنگ خوارزمشاه حکومت ماوراءالنهر و خوارزم و شهرهای ایغور و کاشغر و بلخ و بدخشان و غزنین تا حدود سند را به جغتای سپرد. پس از مرگ چنگیزخان با آنکه جغتای از برادرش اوگتای خان بزرگ‌تر بود او را حرمت بسیار می‌گذاشت و ذره‌ای از احترام به او فرونمی‌گذاشت. می‌گویند روزی با اوگتای در سبقت اسب خود بر اسب او شرط بست و اسب او برد. شب با خود اندیشید که نمی‌بایست با قاآن و خان بزرگ شرط بندد. فردای آن روز به همراه تمام خدم و حشم خویش به دربار اوگتای قاآن حاضر شد و خود را مقصر دانست و هرچه اوگتای او را گفت که تقصیری روی نداده است نپذیرفت و گفت که باید مجازات گردد. عاقبت نه اسب ممتاز پیشکش کرد و گفت این به شکرانهٔ آن است که قاآن از تقصیر من گذشته است. جغتای به همراه اوگتای در نوشتن یاسا نامه بزرگ به چنگیز کمک کرد. وی در یاسا یا قوانین چنگیزی بسیار مطلع و سختگیر بود، به گونه‌ای که چنگیز به وی لقب «محافظ یاسا» داده بود. مرگ جغتای به سال ۶۴۰ اتفاق افتاد.